# 兵庫県道・大阪府道601号杉生能勢線
兵庫県道・大阪府道601号杉生能勢線（ひょうごけんどう・おおさかふどう601ごう すぎおのせせん）は、兵庫県川辺郡猪名川町から大阪府豊能郡能勢町に至る一般県府道である。

## 概要
兵庫県川辺郡猪名川町杉生から大阪府豊能郡能勢町天王に至る。
1993年（平成5年）12月19日までは兵庫県道484号、1994年（平成6年）3月31日までは大阪府道401号だった。
兵庫県内区間の全域と大阪府内の県境付近は1.5車線の区間が続き、起伏も激しいため離合も困難。また冬季は積雪している場合も多いので、走行の場合は特に注意が必要である。

### 路線データ
- 起点：兵庫県川辺郡猪名川町杉生（猪名川町杉生交差点、兵庫県道12号川西篠山線交点）
- 終点：大阪府豊能郡能勢町天王（天王交差点、国道173号交点）
- 総延長：5.8 km

## 地理

### 通過する自治体
- 兵庫県
  - 川辺郡猪名川町
  - 丹波篠山市
- 大阪府
  - 豊能郡能勢町

### 交差する道路
| 交差する道路            | 都道府県名 | 市町村名   | 市町村名   | 交差する場所                 | 交差する場所              |
| ----------------------- | ---------- | ---------- | ---------- | ---------------------------- | ------------------------- |
| 兵庫県道12号川西篠山線  | 兵庫県     | 川辺郡     | 猪名川町   | 杉生                         | 猪名川町杉生交差点 / 起点 |
| 兵庫県道538号籠坊温泉線 | 兵庫県     | 丹波篠山市 | 丹波篠山市 | 後川新田（しつかわしんでん） |                           |
| 国道173号               | 大阪府     | 豊能郡     | 能勢町     | 天王（てんのう）             | 天王交差点 / 終点         |

### 沿線
- 兵庫県立奥猪名健康の郷
- 籠坊温泉
- 能勢町立天王小学校